# Ministero dell'agricoltura Jihad
Il Ministero dell'Agricoltura Jihad (in iraniano: وزارت جهاد کشاورزی) è il dicastero del governo della Repubblica Islamica dell'Iran preposto alla supervisione dell'agricoltura nel paese.

## Storia
Al 1941 risale l'istituzione in Iran del Ministero dell'Agricoltura; l'ente acquisì, nel 1972, anche le funzioni dell'allora Ministero delle Risorse Naturali, che venne assorbito. Con la fusione del Ministero dell'Agricoltura e di quello della Costruzione della Jihad, nel 2000, il ministero acquisì la denominazione di Ministero dell'Agricoltura Jihad.